# Negociación de crisis

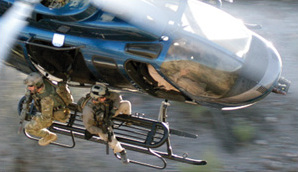
La sección táctica del FBI incluye unidades especializadas en negociación de crisis, vigilancia y soporte, contando con expertos en negociación, análisis de conducta y otros.

En el ámbito de la seguridad pública, la negociación en casos de crisis, o negociación de crisis, es el término usado para la negociación mediante comunicación verbal con personas que amenazan el orden público por medio de acciones violentas. Esta amenaza puede ser dirigida hacia el sujeto mismo, una persona ajena o un grupo de personas, y puede tener motivos personales o colectivos.
La negociación de crisis se suele iniciar por el primer agente en la escena, y en casos más complicados es retomada por un profesional del equipo de negociación de crisis. Sin embargo, en algunas situaciones, debido a la dinámica de la negociación o el deseo manifestado por el sujeto o sujetos, el primer agente en la escena sigue siendo la voz negociadora (recibiendo soporte profesional de los expertos del equipo de negociación).
Las acciones que requieren de la intervención de un negociador de crisis incluyen:
- Secuestro;
- Toma de rehenes;
- Atrincheramiento;
- Acosadores (stalking);
- Prófugos de la justicia;
- Intentos de suicidio;
- Violencia doméstica;
- Motines en centros penitenciarios;
- Actos de terrorismo.

Algunos de estos supuestos requieren de la intervención de equipos designados, como es el caso de las unidades de contraterrorismo o los equipos de intervención de los centros penitenciarios.

## Historia
Los principios modernos de negociación e intervención de crisis se remontan a 1972, siendo el exdetective del NYPD, Harvey Schlossberg, el primero en reconocer de forma contundente la necesidad de contar con equipos especializados en este ámbito. Schlossberg, que había trabajado en el caso David Berkowitz, redactó una serie de principios de corte psicológica que servirían, entre otros, para el screening de candidatos a las unidades especiales de policía, y también para la formación de negociadores de crisis.
Sin embargo, los primeros equipos de negociación de crisis, enfocados a la negociación de rehenes, formaban meramente un elemento dentro de las unidades SWAT y servían para distraer a los sujetos durante el despliegue de los equipos tácticos. En las fuerzas de seguridad modernas, los negociadores, aunque en muchos casos enviados a la escena junto con las unidades tácticas, forman un equipo especializado aparte.

## Modelos y funciones
Uno de los modelos más usados hoy en día en la negociación de crisis es el llamado Modelo de Escalera de Variación de Conducta, desarrollado por el FBI.

### Asesor psicológico
En algunos modelos, entre los pilares del equipo de negociación de crisis está la figura del asesor psicológico, que sin intervenir en el proceso de negociación es quien muchas veces se encarga del desarrollo del perfil psicológico y asesora al negociador a lo largo del proceso de negociación.

### Los agentes de policía
El cometido más importante del agente de policía en una situación de crisis —sobre todo siendo el primero en atender la escena— es ejercer con responsabilidad la autoridad policial para serenar la situación, dando los pasos necesarios para reducir el peligro físico. Una de las guías más relevantes para la intervención en situaciones de crisis a cargo de la policía es la desarrollada por Goldstein y cía (1979) para el Departamento de Policía de Syracuse. Los cuatro componentes de la intervención policial, según dicha guía, son la observación y protección del agente negociador; serenar la situación; recopilar información relevante; y emprender la acción adecuada.